# オバねーさん讃歌
『オバねーさん讃歌』は、さがみ修子による日本の4コマ漫画作品である。2008年に個人ブログにて発表された。宙出版の第2回ネクスト大賞期待賞を受賞。ウェブコミック投稿サイト創作投稿サイト ザップレにて、2013年1月より連載は継続されている。

## 概要
「おねーさん」でも「おばさん」でもない、マイペースなキャラクターの主人公「梶さん」と個性的なキャラクター達の人間模様を描いており、作者の実体験が強く反映されていると言われている。

## 主な登場人物
梶 里美（かじ さとみ）
主人公。年齢は38歳。
独身　一人暮らし。部署では、上司より年上。仕事はあまりできない。物覚えが非常に悪い。
合戸 恵（あいど めぐみ）
特徴	見た目ぽやりん。意外にドライ。肉・ホルモン・酒（焼酎）好き。梶さんの隣の席で仕事も重なる。
野々瀬 愛（ののせ あい）
特徴	身長は149cm。仕事が早く正確。言葉がきつい。梶さんと一緒にいる事が多い。
栗秋 誠二（くりあき せいじ）
年齢は26歳。部署で梶さんの次に長い在籍。
特徴	最近、アルバイトから契約社員へ。高知県出身。素直・熱血・純朴・女の子に弱い。
高向 大（たかむく ひろし）
年齢は34歳。妻子（二男二女）有り。部署責任者で梶さんの上長
特徴　肉・格闘技・ガンダム好き。
溜畑 邦茂（たまりばた くにしげ）
年齢は35歳。妻子（娘一人）有り。高向さんの上長。部長。
特徴　父親が釜本邦茂のファンで同じ名前に。見た目に反して心配りが細やか。
駿河 あき（するが あき）
年齢は38歳。既婚。梶さんの幼馴染み。喫煙者。
特徴　結婚相手は韓国の人。子供なし。専業主婦。背が高い。